# Catochrysops luzonensis
Catochrysops luzonensis är en fjärilsart som beskrevs av Tite 1959. Catochrysops luzonensis ingår i släktet Catochrysops och familjen juvelvingar. Inga underarter finns listade i Catalogue of Life.